# Adolf Deutsch
Adolf Deutsch (geboren als Abraham Deutsch 3. Dezember 1867 in Czernowitz, Österreich-Ungarn; gestorben 22. Januar 1943 im KZ Theresienstadt) war ein österreichischer Arzt und Freimaurer.

## Leben
Abraham Deutsch war ein Sohn des Holzhändlers Fischel Deutsch. Er besuchte das k.k. I. Staatsgymnasium Czernowitz. Deutsch studierte an der Franz-Josephs-Universität in Czernowitz  und der Universität Wien Medizin, wurde Mitglied des Corps Alemannia und in Wien schloss er sich 1890 dem Corps Cimbria an. Deutsch eröffnete in Wien im 1. Bezirk eine Arztpraxis für Physikalische Therapie, die er 1917 in den 9. Bezirk verlegte. 1906 hatte er seinen Vornamen in Adolf eingedeutscht. Er war konfessionslos. Des Sommers war er Kurarzt in Böckstein bei Bad Gastein. 1905 wurde er Teilnehmer der Psychologischen Mittwoch-Gesellschaft und hielt dort 1907 einen Vortrag über Walter Calé und war ab 1908 Mitglied der Wiener Psychoanalytischen Vereinigung.
Im Jahr 1913 heiratete er Louise Löhr, die 1938 starb. Im Ersten Weltkrieg wurde Deutsch Abteilungsarzt im k.u.k. Reservespital 11. Er war seit 1916 Amtsarzt bei der k.k. Arbeitsvermittlung im Invalidenamt und publizierte mehrere Schriften zur Rehabilitation.
Als Anhänger der Freimaurerei war er Mitglied der Loge Prometheus in Wien. Er war jahrelang ihr Stuhlmeister und Großbeamter der Großloge von Wien. Mit dem österreichischen Freimaurertum im 18. Jahrhundert befasst, veröffentlichte er Wiener Schattenrisse und die Lebensgeschichte von Ignaz von Born. Das Wiener Corps Amelungia, seit 1879 im akademischen Senioren-Convent, verlieh ihm 1905 das Band. Das akademische Corps Marchia Wien wählte ihn 1919 zum Ehren-Alten Herren. 
Deutsch musste 1941 seine Wohnung aufgeben und in ein Spital einziehen. Als 75-Jähriger wurde er am 11. Januar 1943 in das KZ Theresienstadt deportiert und elf Tage später dort ermordet.

## Schriften
- Ärztliche Berufsberatung Kriegsbeschädigter im Rahmen der Arbeitsvermittlung. Wien, 1917
- Sammlung von Wiener Schattenrissen aus dem Jahre 1784 (1928)
- Ignaz von Born (1931)